# Котов, Юрий Михайлович
Ю́рий Миха́йлович Ко́тов (род. 17 сентября 1941) — советский, российский дипломат. Чрезвычайный и полномочный посол (1991).

## Биография
Окончил МГИМО МИД СССР (1965). На дипломатической работе с 1963 года. Владеет французским и английским языками.
- 27 мая 1987 года назначен чрезвычайным и полномочным послом в Того, однако в должность не вступил из-за отзыва агремана тоголезской стороной. Формально был послом до июля 1988 года[1].
- С 21 июля 1988 по 17 августа 1991 года — чрезвычайный и полномочный посол СССР в Шри-Ланке[2][3].
- С 16 августа 1988 по 17 августа 1991 года — чрезвычайный и полномочный посол СССР в Мальдивской Республике по совместительству[4][3].
- В 1991—1992 годах — начальник Управления стран Южной Азии МИД СССР, России.
- В 1992—1994 годах — директор Департамента Западной и Южной Азии МИД России.
- В 1994—1996 годах — директор Третьего департамента Азии МИД России.
- С 29 января 1996 по 31 декабря 1999 года — чрезвычайный и полномочный посол России в Югославии[5][6].
- С 31 декабря 1999 по 17 февраля 2004 года — чрезвычайный и полномочный посол России в Марокко[7][8].

## Дипломатический ранг
- Чрезвычайный и полномочный посол (18 марта 1991)[9].

## Награды и почётные звания
- Орден Дружбы (12 августа 2011) — за достигнутые трудовые успехи, многолетнюю добросовестную работу и активную общественную деятельность[10].
- Заслуженный работник дипломатической службы Российской Федерации (21 сентября 2003) — за активное участие в реализации внешнеполитического курса Российской Федерации и многолетнюю добросовестную работу[11].

## Семья
Женат, имеет двоих детей.